# Tom Clancy's Rainbow Six 3: Raven Shield
Tom Clancy's Rainbow Six 3: Raven Shield és un videojoc d'ordinador de l'any 2003 desenvolupat i publicat per Ubisoft. Publicat el 18 de març de 2003, de la sèrie Rainbow Six de videojocs està basada en la novel·la best-seller de Tom Clancy del mateix nom.
Basat en el motor Unreal Engine 2.0, Raven Shield és un joc tàctic realista. Raven Shield es va moure cap al corrent principal shooters en primera persona com Counter-Strike, adaptant diverses característiques absents en les versions anteriors. Aquestes inclouen la capacitat de veure la pròpia arma a la vista en primera persona, moltes armes noves i millores (incloent revisions i llocs més grans), i una mode multi jugador re-dissenyat.
El joc va rebre dos expansions de contingut independents amb nova história, mapes i armes: Athena Sword (2004) i Iron Wrath (2005).
Raven Shield, també es va estrenar per a videoconsoles (Xbox, Playstation 2 Nintendo GameCube), creat amb el mateix motor gràfic però amb unes mecàniques de joc molt diferents a la versió d'ordinador. 
Degut l'èxit que va tenir el mode multi-jugador, Xbox va aconseguir una semi seqüela exclusiva que va sortir al mercat al 2004 amb el nom Tom Clancy's Rainbow Six 3: Black Arrow.
Raven Shield també va sortir per Mac OS X però uns mesos més tard que la versió per a Windows el 19 de desembre de 2003.

## Argument
L'any 1945, dos comandants dels Ustaše croats aconsegueixen fugir del país poc abans de la seua desintegració amb grans quantitats d'or robat.